# دان فريزر (لاعب اتحاد الرغبي)
دان فريزر (بالإنجليزية: Dan Frazier)‏ هو لاعب اتحاد الرغبي بريطاني، ولد في 13 ديسمبر 1988.